# Sittin' on a Fence
Sittin' on a Fence är en låt skriven av Mick Jagger och Keith Richards och lanserad av The Rolling Stones på albumet Flowers 1967. Denna låt spelades in under inspelningarna av albumet Aftermath, men togs inte med på skivan utan man valde att ge låten till duon Twice as Much som släppte den på singel 1966. Deras version blev en medelstor singelhit i Storbritannien och nådde #25 på UK Singles Chart. Den blev även framgångsrik i Nederländerna där den nådde elfte plats på singellistan.
När man i USA gav ut samlingsalbumet Flowers plockade man fram några låtar med gruppen som tidigare inte ingått på något ordinarie studioalbum, bland annat denna. Första gången låten lanserades officiellt i Storbritannien var på samlingsalbumet Through the Past, Darkly (Big Hits Vol. 2) 1969 med titeln "Sittin' on the Fence". På inspelningen, som är mycket inspirerad av brittisk folkmusik, spelar Brian Jones såväl gitarr som cembalo. I texten ifrågasätter Jagger bland annat varför folk gifter sig och fastnar i ett "vanligt" liv, bara för att de inte har fantasi nog att komma på annat att göra med livet, vilket de sedan kan komma att ångra på ålderns höst.
Det engelska idiomet "Sitting on a Fence" betyder att man inte har bestämt sig eller är osäker på vilken sida man ska välja.